# Raul Maldonado
Pour les articles homonymes, voir Maldonado.
Raul Maldonado est un footballeur argentin né le 11 mars 1975 à Córdoba. Il évoluait au poste d'attaquant.

## Biographie
Raul Maldonado réalise la majeure partie de sa carrière en Argentine. Il joue brièvement au Japon avec le club des Yokohama F·Marinos.